# Hartford, Connecticut
Hartford je glavni grad u američke savezne države Connecticut. Prema popisu stanovništva iz 2010. u njemu je živjelo 124.775 stanovnika.

## Poznate osobe
- Mark Twain, pisac
- Suzanne Collins, spisateljica Igara gladi